# Francisco Salvador-Daniel
Francisco Salvador-Daniel (Bourges 17 de febrero de 1831 - París 24 de mayo de 1871) fue un compositor y etnomusicólogo francés de origen español.

## Biografía
Su padre fue un músico español de origen judío que llegó a Francia como refugiado. Tras estudiar en el Conservatorio de París, Francisco Salvador-Daniel comenzó a dar clases de violín en Argel en 1853. Transcribió, tradujo y adaptó canciones de África del Norte para los instrumentos occidentales. Después de su regreso a París, fue crítico musical para La Lanterne, la revista satírica de Henri Rochefort. Durante la Comuna de París, llegó a ser director  del Conservatorio, hasta que fue ejecutado por los realistas versalleses en la Semaine sanglante (Semana Sangrienta), del 21 al 28 de mayo de 1871.

## Trabajos
- Musique et instruments de musique du Maghreb, La Boîte à documents, 1986 2-906164-00-3
- La musique arabe, ses rapports avec la musique grecque et le chant grégorien, Alger, Adolphe Jourdan, 1879 lire en ligne
- Cours de plaint-chant, dédié aux élèves-maîtres des écoles normales primaires, por Salvador Daniel (padre e hijo), París, P. Dupont, 1864